# برونو أدلر
برونو أدلر (بالألمانية: Bruno Adler)‏ هو مؤرخ الفن وكاتب وصحفي ألماني، ولد في 14 أكتوبر 1888 في كارلوفي فاري في التشيك، وتوفي في 27 ديسمبر 1968 في لندن في المملكة المتحدة.